# Unterwalden
Unterwalden (en alemán Unterwalden, en francés Unterwald, en italiano Untervaldo, en romanche Silvania) fue uno de los tres cantones fundadores de la Antigua Confederación Suiza junto con Schwyz y Uri. Sin embargo, hoy el cantón no existe como tal, su territorio es ocupado por los cantones de Nidwalden y Obwalden.

## Toponimia
La primera mención del nombre de Unterwalden es en 1304 como traducción de los términos latinos inter silvas e intramontanis, que en español podría traducirse como entre bosques o entre montes. Otra mención importante de la región se refiere a ella como communitas hominum Intramontanorum Vallis Inferioris (Comunidad de hombres entre los montes del valle inferior) en el Pacto Federal de 1291.

## Historia
En 1291 Unterwalden, Uri y Schwyz firman el Pacto Federal de 1291, que constituye el hito fundador de la Confederación de los III cantones y por ello de la antigua Confederación Suiza. Sin embargo, aunque Unterwalden indicase los dos territorios que lo componen, estos dos nunca formaron una entidad jurídica unida. Desde un principio Obwalden, Nidwalden y la abadía de Engelberg formaban comunidades distintas. Según Martin Zeiller, en el informe de 1642, Unterwalden estaba dividido en dos valles separados, y en cada uno de ellos, la población era de origen diferente. Según el autor, los habitantes de Obwalden eran descendientes de los romanos, mientras que los habitantes de Nidwalden eran descendientes de los cimbros.
En la actualidad el cantón de Unterwalden no existe como tal. En efecto, las comunidades de Nidwalden y Obwalden fueron reconocidas por la Confederación como semi-cantones, por lo que gozan de los mismos derechos que los cantones "normales". La única diferencia con los demás cantones, es que los dos consejeros de los Estados a los que tendría derecho el cantón de Unterwalden se reparten entre los dos semi-cantones, teniendo cada uno un consejero de los Estados.
Entre tanto, la comunidad de Engelberg, fue independiente hasta 1798 fecha de la invasión francesa, tras la cual se instauró la República Helvética y se reunió la abadía de Engelberg con Nidwalden, Obwalden, Uri, Schwyz y Zug en el cantón de Walstätten. En 1803 tras el Acta de Mediación, se suprimió la república y con ella el cantón de Waldstätten. Entonces Engelberg pasa a pertenecer a Nidwalden, antes de pasar a Obwalden en 1815 tras al Congreso de Viena. Desde entonces, los dos semi-cantones no han sufrido ningún cambio geográfico.

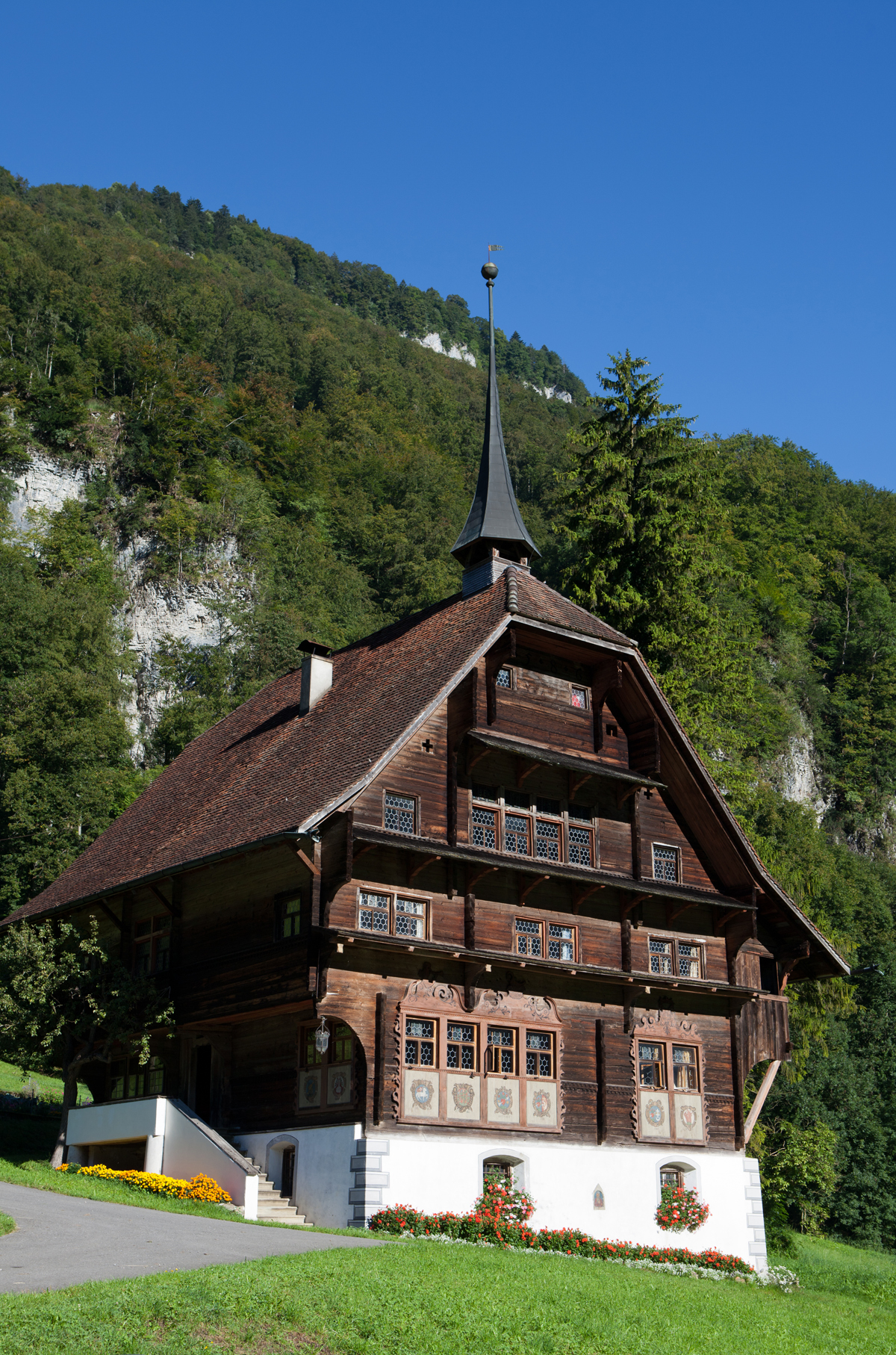
Arquitectura típica de la región alpina de Unterwalden.

## Geografía
El cantón de Unterwalden está situado en la región de Suiza Central. Al norte limita con el lago de los Cuatro Cantones, en las otras direcciones limita con cadenas montañosas de los Alpes uraneses, Alpes berneses y los Prealpes suizos.
El cantón limita con el cantón de Lucerna al oeste, con el cantón de Schwyz al norte, con el cantón de Uri al este, y con el cantón de Berna al sur.